# تاراكان (جزيرة)

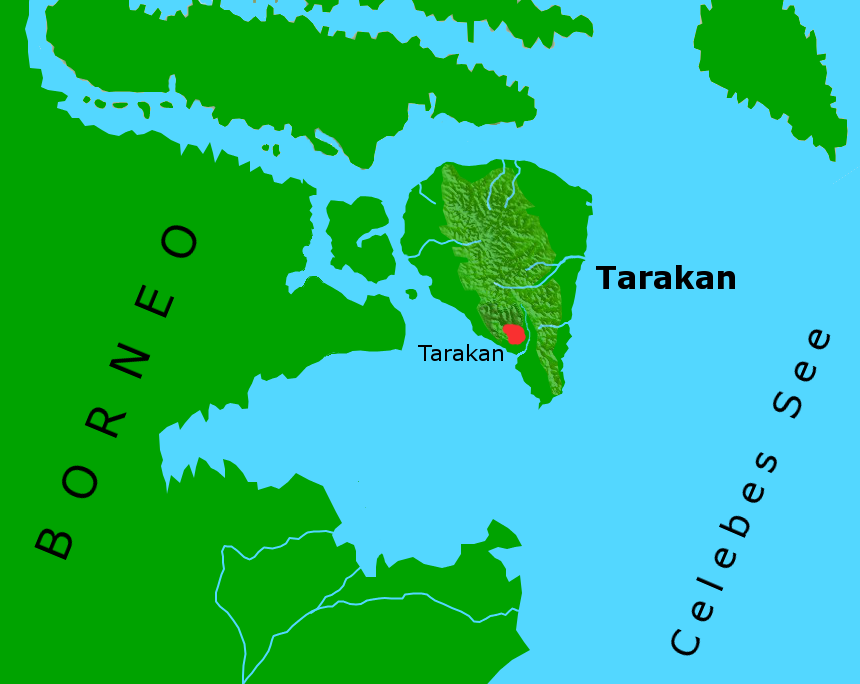
موقع جزيرة تاراكان قرب ساحل جزيرة بورنيو

جزيرة تاراكان هي جزيرة تقع قبالة ساحل مقاطعة كالمنتان الشرقية (التي يتبعها) في إندونيسيا. تنتشر المستنقعات في الجزيرة الواقعة في بحر سيليبس الشرقي، قبالة الساحل الشمالي الشرقي لجزيرة بورنيو. تبلغ مساحة الجزيرة 117 ميلا مربعا (300 كم2).

## النفط

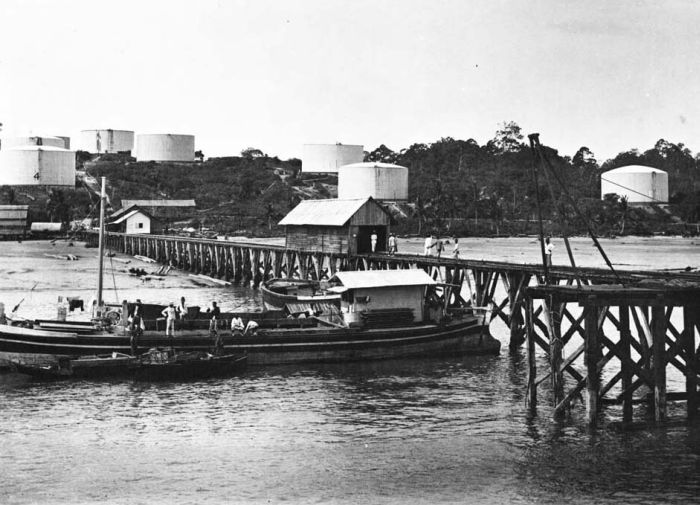
صورة صهاريج تخزين النفط في رصيف تاراكان بين عامي 1905 و1914

اكتشف الهولنديون النفط في الجزيرة في عام 1863. وبدأ استخراج النفط في عام 1906. حقل نفط تاراكان المنتج للنفط الخام من النوع الخفيف والحامض (أي مرتفع نسبة الكبريت). في عام 1940 كان في الجزيرة مصفاة لتكرير النفط وأربعة أرصفة تحميل النفط، وكانت واحدة من أكبر خمسة مراكز معالجة النفط في جزر الهند الشرقية.

## الحرب العالمية الثانية
حقول النفط اليابانية في سخالين وفورموزا لا توفر سوى حوالي 10% من احتياجات النفط اللازمة لدعم الصناعة اليابانية. الاحتياطي من نفط كاليفورنيا الخام في المصافي اليابانية سوف تستنفد في غضون أقل من عامين في معدل الاستهلاك عندما تنتهي الولايات المتحدة صادراتها إلى اليابان في 26 تموز 1941. بدأت اليابان القتال ضد الولايات المتحدة والمملكة المتحدة بعد أربعة أشهر في التحضير للاستيلاء على مصادر بديلة للنفط في جزر الهند الشرقية أعلنت اليابان الحرب على جزر الهند الشرقية الهولندية في 10 كانون الثاني 1942. وحطت القوات اليابانية في تاراكان في اليوم التالي. وكانت القوات الهولندية أعلنت الحرب على اليابان في الشهر السابق، وخربت حقول النفط والمصافي قبل الاستسلام.
وكانت اليابان قد استولت على حقل نفط ميري في كانون الأول 1941، وشرعت في احتلال حقول النفط ومصافي التكرير في باليكبابان في كانون الثاني 1942، وفي جزيرة سومطرة في فبراير التالي، وجاوة في آذار. فنيو النفط المرافقون للقوات الغازية حاولوا على الحفاظ على الإنتاج في المواقع المحتلة. أبحر فريق من 1000 مهندسي البترول والفنيين إضافيين من اليابان على متن سفينة مارو تايو، ولكن ما يقرب من 800 غرقوا عندما غرقت السفينة جنوب غرب كيوشو نتيجة رميها بالقنابل المدمرة في 8 أيار 1942. على الرغم من هذه الخسارة، فإن نفط تاراكان الخام (المخلوط مع كميات أقل من النفط الصخري المنشوري المقطر) والمادة الخام لوقود الديزل الياباني في عام 1942 في حين أن الإمدادات احتياطي من نفط كاليفورنيا الخام بقيت المصدر الأساسي للبنزين الياباني وزيت الوقود حتى عام 1943.
بلغ إنتاج حقل نفط تاراكان 350000 برميل شهرياً بحلول بدايات عام 1944، ولكن اليابان لم يعد لديها ما يكفي من ناقلات النفط لنقل هذا الحجم إلى مصافي التكرير اليابانية. دون إمدادات كافية من زيت الوقود المكرر لمعركة بحر الفلبين فقد تم تزويد حاملات الطائرات اليابانية بالنفط الخام غير المكرر من تاراكان في يونيو عام 1944. هذا النفط الخام غير مزال الملوحة أدى إلى تلف أنابيب المرجل، كما أن النافثا غير المزال تطاير مشكلاً لبئة انفجار أسهمت في فقدان حاملات الطائرات شوكاكو (Shōkaku) وتايهو (Taihō) وهيو (Hiyō). غادرت آخر ناقلة يابانية تاراكان في تموز عام 1944، ثم قام الحلفاء بغارات وقصفوا حقول ومحطات النفط بالقنابل في وقت لاحق من ذلك العام؛ ثم أنهت القوات الأسترالية الاحتلال الياباني للجزيرة في حزيران 1945.

## وصلات خارجية
- خريطة جزيرة تاراكان من موقع ملتيماب